# Miguel Bernad Remón
Miguel Bernad Remón és un advocat i expolític ultradretà espanyol, actual secretari general de l'organització Manos Limpias.

## Biografia
Lletrat de l'Ajuntament de Madrid, entra en política de la mà de Blas Piñar. Miguel Bernad va ser secretari general del Frente Nacional (Espanya, 1985-1993) de Piñar durant nou mesos, el 1994, per a les eleccions al Parlament Europeu. Després de l'estrepitós fracàs en aquestes eleccions del partit hereu de Fuerza Nueva, es va dissoldre. Bernad va ser assessor del regidor del districte Centre de Madrid. El 1994, Bernad funda un altre partit, Derecha Española, acudint a les eleccions municipals de 1995. Al maig de 1995, Miguel Bernad funda el sindicat Manos Limpias, amb seu al madrileny carrer Quintana, on el 2000 comparteix seu amb un altre sindicat: Fuerza Nacional del Trabajo (FNT). Des de llavors, Manos Limpias està presidida per Francisco Jiménez Luis i el seu secretari general és Miguel Bernad Remón.
El 15 d'abril de 2016 fou detingut per la Unitat de Delinqüència Econòmica i Fiscal de la Policia Nacional (UDEF) per un presumpte delicte d'extorsió, organització criminal, frau contra la hisenda pública, falsedat documental i frau en subvencions. El jutge Santiago Pedraz, de l'Audiència Nacional, investiga si el sindicat Manos Limpias i la Asociación de Usuarios de Servicios Bancarios (Ausbanc) han participat en pràctiques d'extorsió al presentar falses demandes contra persones, empreses i institucions i després cobrar diners per retirar les accions jurídiques.